# سام گروت
 ساموئل گروت (انگلیسی: Samuel Groth؛ زادهٔ ۱۹ اکتبر ۱۹۸۷) یک تنیس‌باز اهل استرالیا است.